# Vassyl Barka
 (février 2013).
Si vous disposez d'ouvrages ou d'articles de référence ou si vous connaissez des sites web de qualité traitant du thème abordé ici, merci de compléter l'article en donnant les références utiles à sa vérifiabilité et en les liant à la section « Notes et références ».
Pour les articles homonymes, voir Barka.
Vassyl Barka (pseud. de Vassyl Otcheret), né le 16 juillet 1908 au village de Solonytsia, oblast de Poltava, mort le 11 avril 2003 à Liberty, poète et romancier ukrainien.

## Biographie
D'une famille de cosaques, Vassyl Barka termine en 1927 l'École pédagogique de Lubensky. Il travaille ensuite comme maître d'école dans un village de mineur dans le Donbass. L'année suivante il entre à l'Institut pédagogique de Krasnodar. Le jeune poète est soutenu par le grand poète Pavlo Tytchyna, ses premiers poèmes paraissent 1929. Son premier recueil de poésie, paru l'année suivante, provoque une violente critique des autorités, l'auteur est accusé de « nationalisme ukrainien bourgeois ». Vassyl Barka entre à l'Institut pédagogique de Moscou où, en 1940, il soutient sa thèse "Les aspects réaliste et fantastique dans la Divine Comédie de Dante".
Après l'attaque nazie de l'Union soviétique en 1941, Vassyl Barka se porte volontaire pour aller combattre. Il est grièvement blessé l'année suivante et fait prisonnier. En 1943, les autorités d'occupation l'envoient en Allemagne où il continue de vivre après la fin de la guerre. Aux côtés de Victor Petrov (en) (V. Domontovytch), Youriy Cheveliov (en), Ihor Kostetsky notamment, il est membre du MOuR, l'association littéraire ukrainienne apolitique en Europe. Deux ans durant, de 1947 à 1949, il vit en France, pour ensuite émigrer aux États-Unis.
Vassyl Barka a publié en 1968 "Le prince jaune", une œuvre majeure de la littérature ukrainienne du XXe siècle, "le premier et unique grand livre sur la collectivisation en Ukraine, écrit par un homme qui a vécu "par le bas" dans sa chair, le crime perpétré contre son peuple…" (Piotr Rawicz).  Cette famine (Holodomor) organisée par l'Etat soviétique afin de confisquer les terres des paysans ukrainiens, qui a causé 5 à 6 millions de morts est évoquée avec justesse et empathie dans ce roman. 
Les œuvres de Barka dont une épopée sur l'extermination des juifs en Ukraine n'ont pas été traduites en français et sont peu connues en Ukraine, pour avoir été occultées pendant les années soviétiques.

## Critique
Emmanuel Rais, rattachant Barka au Groupe de New York, écrivait : "Ce n’est plus la chanson lyrique qui les inspire, mais les motifs de la stylisation ornementale des tapis, de la céramique, des boiseries, du vêtement et d’autres objets d’usage populaire courant, relevés jusqu’au niveau artistique.
Ainsi, chez le plus grand de leurs aînés, Vassyl Barka, il en résulte quelque chose de totalement inédit, d’aussi insolite que les échos de l’art et de la poésie précolombienne qui commencent, de nos jours, à se faire un chemin dans la conscience de l’homme cultivé."

## Œuvres
- Шляхи (1930, poésie)
- Цехи (1932, poésie)
- Апостоли (1946, poésie)
- Білий світ (1947, poésie)
- Рай (1953, roman)
- Жайворонкові джерела (1956, essai)
- Трояндний роман (1957, poésie)
- Псалом голубиного поля (1958, poésie)
- Океан (1959, poésie)
- Правда Кобзаря (1961, essai sur l'œuvre de Taras Chevtchenko)
- Хліборобський орфей або клярнетизм (1961, poésie)
- Жовтий князь (1963, roman)
- Вершник неба (1965, essai religieux)
- Лірник (1968, poésie)
- Творчість (1968, poésie)
- Земля садівничих (1977, poésie)
- Свідок для сонця шестикрилих (1981, roman en vers de 4000 strophes)
- Судний степ (1992, poème épique)
- Кавказ (1968, drame en vers)
- Спокутник і ключі землі (1992, roman)
- Душі едемітів (1994, roman, une version retravaillée de Рай)

## Traductions françaises
Le Prince jaune (traduction française de 1981, avec une éclairante préface de Piotr Rawicz) 